# Petite Rivière (comté de Lunenburg)
Pour les articles homonymes, voir Gaspareau et Petite Rivière.
La Petite Rivière est un cours d'eau qui coule dans la province maritime de la Nouvelle-Écosse dans le comté de Lunenburg, au Canada.

## Géographie
La Petite Rivière coule entièrement dans le comté de Lunenburg. Le cours d'eau traverse plusieurs lacs (Hebb, Millipisigate, Minamkeak et Fancy). Ses eaux alimentent la ville de Bridgewater juste avant son embouchure dans l'océan Atlantique.

## Historique
La rivière fut dénommée Petite Rivière par l'explorateur français Samuel de Champlain en 1604 en comparaison avec le large et profond fleuve La Hève voisin de la Petite Rivière.

## Zoologie
La Petite Rivière est l'un des rares cours d'eau dans lequel vit le corégone de l'Atlantique.